# Orihime Inoue
Orihime Inoue (jap. 井上織姫 Inoue Orihime) – jedna z głównych bohaterek mangi i anime Bleach. Uczęszcza do tej samej klasy co główny bohater serii – Ichigo Kurosaki. Podobnie jak inni przyjaciele Ichigo dysponuje własnymi mocami. Jest bardzo miła, aż do przesady. Nie umie gotować (jej potrawy składają się z dziwnych składników). Jest kobietą o obfitych kształtach (ogromny biust). Ósma najpopularniejsza postać w Bleach.

## Historia
Orihime mieszka sama w mieście Karakura, gdzie toczy się akcja. Poprzednio żyła ze starszym o 15 lat bratem – Sorą. Rodzeństwo było wychowywane przez ojca alkoholika oraz niewierną matkę, którzy zawsze kłócili się i bili swoje dzieci. Nie wiadomo czy jej rodzice żyją.
Kiedy Sora kończy osiemnaście lat, ucieka z trzyletnią Orihime i sam zaczyna ją wychowywać. Przez sześć lat żyli razem w harmonii. Pewnego dnia Sora daje siostrze parę spinek do włosów, jednak Orihime nie chce ich założyć, bo stwierdza, że są dziecinne. Tego samego dnia Sora zostaje ranny w wypadku samochodowym i umiera w klinice Kurosakich. Od tamtej pory, Orihime zawsze zakłada spinki podarowane przez brata. Jest zakochana w Kurosakim, jednak nie potrafi czy wstydzi się tego wyznać. Pierwszy raz mówi o tym otwarcie, żegnając się z Ichigo gdy ten jest nieprzytomny, chwilę przed tym, gdy zmuszona przez Ulquiorrę wyrusza do Hueco Mundo na spotkanie z Aizenem.

## Moce Inoue
Według Kisuke Urahary podobnie jak Chado, Orihime zostaje dotknięta przez nadzwyczajną duchową moc wypływającą z Ichigo. Jej mocą są „wróżki” które wydostają się ze spinek do włosów podarowanych przez jej brata. Owe wróżki to Shun Shun Rikka (盾舜六花, dosł. Sześć Kwiatów Tarczy Hibiskusa). Jak sama nazwa wskazuje jest ich sześć:
- Hinagiku (火無菊, Stokrotka) Hinagiku jest to duch płci męskiej z opaską na oku i fioletowym stroju. Jest zupełnym przeciwieństwem wyglądu zewnętrznego Inoue. Razem z Baigon i Lily tworzą tarcze, która ma za zadanie odrzucanie tego co znajduje się na zewnątrz tarczy. Również o Hinagiku na razie mamy mało informacji.
- Baigon (梅巌, Szorstka Śliwka) Baigon jest to łysy, otyły duch płci męskiej. Baigon jest zupełnym przeciwieństwem wyglądu zewnętrznego Inoue. Razem z Hinagiku i Lily tworzą tarcze, która ma za zadanie odrzucanie tego co znajduje się na zewnątrz tarczy. Jest małomówny i niewiele o nim wiemy.
- Lily (リリィ, Lilia) Lily jest to duch płci żeńskiej o jaskrawych różowych włosach, żółtych goglach i wyzywającym granatowym stroju. Ma również tatuaż na pośladku. Lily jest zupełnym przeciwieństwem Inoue ze względu na jej wyzywający wygląd. Lily wraz z Baigon i Hinagiku tworzą tarcze, która ma za zadanie odrzucanie tego co znajduje się na zewnątrz tarczy.
- Ayame (あやめ, Irys) Ayame jest to nieśmiały i wrażliwy duch Shun Shun Rikka, płci żeńskiej w wyraźnie przydużej okrywie. Ayame jest zdolna do leczenia (odtwarzania) razem z Shun'o. Ayame wydaje się oddawać te cechy charakteru, które najczęściej widzimy u Inoue.
- Shun'ō (舜桜, Kwiat Wiśni) Shun'ō jest przyjacielskim i życzliwym duchem płci męskiej o mylącym wyglądzie dziewczyny w krótkiej czerwonej jukacie. Zazwyczaj to on i Tsubaki rozmawiają z Inoue; on też jako pierwszy odezwał się do Inoue gdy ta odkryła drzemiące w niej moce. Shun'ō jest zdolny do leczenia (odtwarzania) razem z Ayame.
- Tsubaki (椿鬼, Szatańska Kamelia) Tsubaki, jest to duch o płci męskiej o cechach charakteru, których brak Inoue. Niestety jego groźny wygląd nie przekłada się na jego siłę. Tsubaki jest porywczy i bezpośredni. Przez Inoue, której natura go ogranicza, często zostaje ranny. Tsubaki jest małomówny, a jeżeli już coś mówi nie szczędzi słów krytyki. Jest to jedyny duch Shun Shun Rikka, który ma możliwość ataku.

Techniki Orihime wykorzystują inkantacje łączące Shun Shun Rikka w trzy różne grupy.
Hinagiku, Baigon, Lily!, Santen Kesshun, watashi wa kyozetsu suru
- Santen Kesshun (三天結盾, dosł. Połączona Tarcza Niebiańskiego Tria) jest techniką obronną. Hinagiku, Baigon i Lily tworzą tarczę między Inoue a przeciwnikiem i odrzucają to co jest na zewnątrz tarczy. Początkowo tarcza Santen Kesshun, była dobrą ochroną, lecz później okazała się stanowczo za słaba by odpierać silniejsze ataki.

Shun'ō, Ayame!, Sōten Kisshun, watashi wa kyozetsu suru
- Sōten Kisshun (双天帰盾, dosł. Tarcza Przywrócenia Niebiańskiej Pary) jest techniką odrzucania skutków i zdarzeń. Ayame i Shun'ō tworzą tarczę, która zatrzymuje to, co jest wewnątrz i w ograniczonej tą tarczą przestrzeni przywraca obiekt do stanu poprzedniego. Techniką tą później bardzo zainteresuje się Aizen. Stwierdza on, że ta umiejętność pozwala sprzeciwić się bogom i ich woli. O tyle różni się od innych technik np. leczenia, że potrafi ona wyleczyć rękę której nawet nie ma (po prostu ją stworzyć, a raczej odtworzyć). Jest to najbardziej pożyteczna i najczęściej wykorzystywana technika Inoue.

Tsubaki!, Koten Zanshun, watashi wa kyozetsu suru
- Koten Zanshun (孤天斬盾, dosł. Przecinająca Tarcza Samotnego Nieba) jest techniką ofensywną. Tsubaki tworzy tarczę wewnątrz wroga i rozpycha ją w obie strony – rozrywa przeciwnika na części. Jest to jedyny atak Inoue, jednakże łatwo go odeprzeć, gdyż Orihime jeszcze słabo nad nim panuje. Inoue nienawidzi walczyć, prawdopodobnie dlatego nie potrafi dobrze zapanować nad techniką Koten Zanshun.

## Imię i nazwisko
- Orihime (織姫) znaczy Tkająca Księżniczka, imię to jest powiązane z japońskim świętem Tanabata, w której boginię Orihime reprezentuje gwiazda Wega.
- Inoue (井上) znaczy ponad studnią, jest 17. najpopularniejszym nazwiskiem w Japonii[potrzebny przypis].

## Odbiór
Postać Orihime Inoue znalazła się na 5. miejscu w pierwszym sondażu popularności postaci Bleacha, organizowanym przez wydawcę mangi Weekly Shōnen Jump. W trzecim sondażu uplasowała się na 10. pozycji, a w ostatnim – na ósmej. Do sklepów trafiły breloczki z jej podobizną oraz jej figurki.